# Liste der Biografien/Olu
Liste der Biografien |
Portal Biografien |
Personensuche
# |
A |
B |
C |
D |
E |
F |
G |
H |
I |
J |
K |
L |
M |
N |
O |
P |
Q |
R |
S |
T |
U |
V |
W |
X |
Y |
Z |
?
 
Oa |
Ob |
Oc |
Od |
Oe |
Of |
Og |
Oh |
Oi |
Oj |
Ok |
Ol |
Om |
On |
Oo |
Op |
Oq |
Or |
Os |
Ot |
Ou |
Ov |
Ow |
Ox |
Oy |
Oz
 
Ola |
Olb |
Olc |
Old |
Ole |
Olf |
Olg |
Olh |
Oli |
Olj |
Olk |
Oll |
Olm |
Oln |
Olo |
Olp |
Olr |
Ols |
Olt |
Olu |
Olv |
Olw |
Oly |
Olz
Die Liste der Biografien führt alle Personen auf, die in der deutschsprachigen Wikipedia einen Artikel haben. Dieses ist eine Teilliste mit 23 Einträgen von Personen, deren Namen mit den Buchstaben „Olu“ beginnt.

## Olu
- Olu Chukwuka Nwaezeapu, Lucas (1925–1996), nigerianischer römisch-katholischer Geistlicher, Bischof von Warri

### Olub
- Olubummo, Yewande (* 1960), nigerianisch-amerikanische Mathematikerin und Hochschullehrerin

### Olue
- Oluehi, Tochukwu (* 1987), nigerianische Fußballtorhüterin

### Oluf
- Olufadé, Adékambi (* 1980), togoischer Fußballspieler
- Olufosoye, Timothy (1918–1992), nigerianischer Pädagoge und anglikanischer Bischof
- Olufs, Hark (1708–1754), Amrumer Seefahrer
- Olufunwa, Oludare (* 2001), englischer Fußballspieler

### Olui
- Oluić, Jelena (* 1994), serbische Volleyballspielerin

### Oluk
- Olukoju, Adewale (* 1968), nigerianischer Diskuswerfer und Kugelstoßer

### Olum
- Olumide, Eunice (* 1987), britisches Fotomodell
- Olumide, Joseph (* 1987), nigerianischer Fußballspieler

### Olun
- Olunga, Michael (* 1994), kenianischer Fußballspieler

### Oluo
- Oluokun, Foyesade (* 1995), US-amerikanischer American-Football-Spieler
- Oluokun, Gbenga (* 1983), nigerianischer Boxer

### Olus
- Olusanmokun, Babs, nigerianisch-US-amerikanischer SchauspielerBabs Olusanmokun

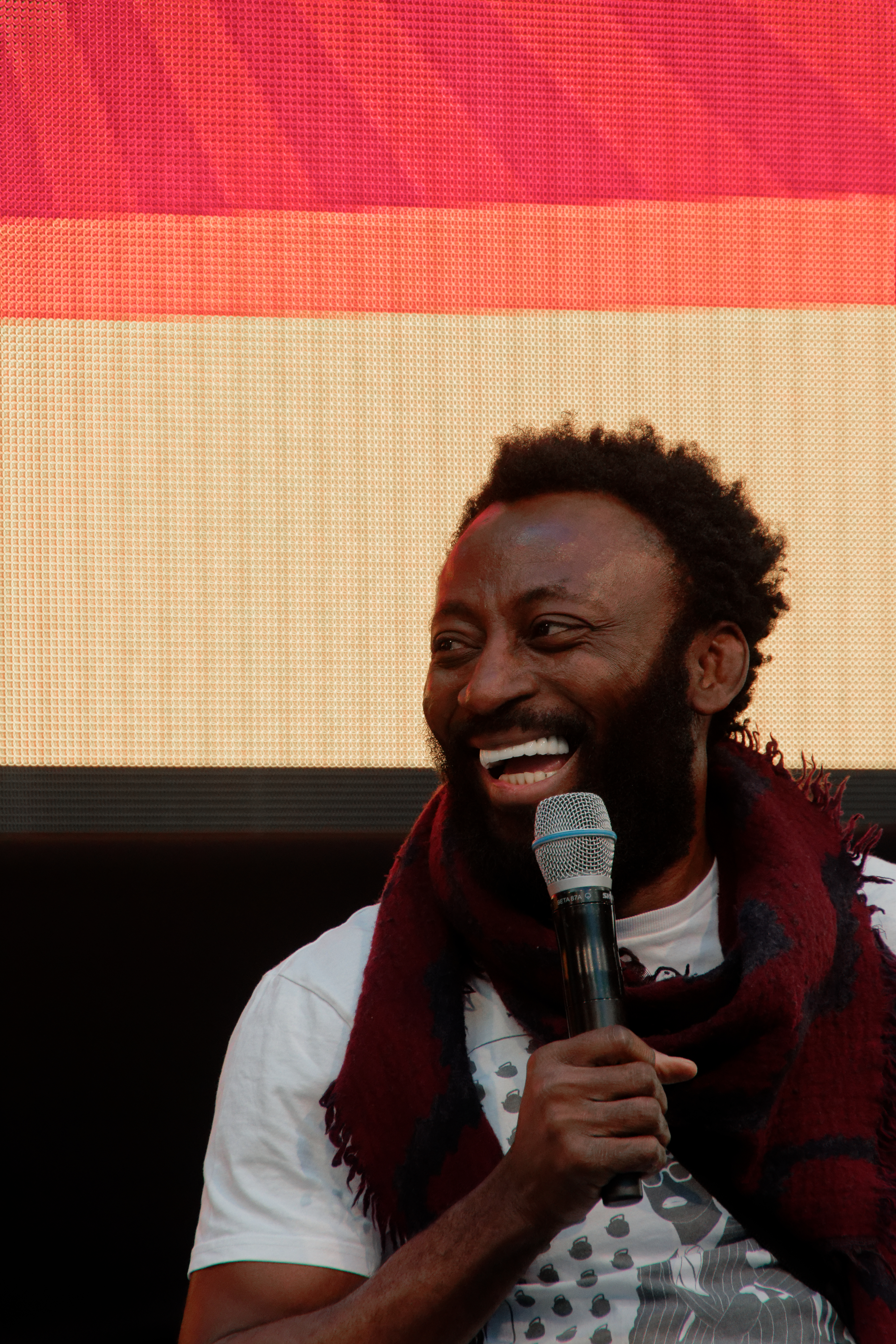
Babs Olusanmokun

- Olusanya, Toyosi (* 1997), englisch-nigerianischer Fußballspieler
- Olusegun, Ifedayo (* 1991), nigerianischer Fußballspieler
- Olusegun, Olakunle (* 2002), nigerianischer Fußballspieler
- Oluseyi, Hakeem (* 1967), US-amerikanischer Astronom

### Oluw
- Oluwadare, Hephzibah (* 2007), britische Tennisspielerin
- Oluwaseyi, Tani (* 2000), kanadisch-nigerianischer Fußballspieler
- Oluwatimi, Olusegun (* 1999), US-amerikanischer American-Football-Spieler
- Oluwayemi, Tobi (* 2003), englischer Fußballspieler